# S.S.D. Centobuchi
Società Sportiva Dilettante Centobuchi là một câu lạc bộ bóng đá Ý đến từ Centobuchi, một frazione của Monteprandone, Marche. Màu sắc của đội là trắng và xanh.